# Ацетилацетонат рутения
Ацетилацетона́т руте́ния — хелатное соединение металла рутения и ацетилацетона
с формулой Ru(C5H7O2)3,
кроваво-красные кристаллы,
не растворяется в воде.

## Получение
- Взаимодействие хлорида рутения(III) с ацетилацетоном и карбонатом калия:

{\displaystyle {\mathsf {2RuCl_{3}+6C_{5}H_{8}O_{2}+3K_{2}CO_{3}\ {\xrightarrow {}}\ \ 2Ru(C_{5}H_{7}O_{2})_{3}+6KCl+3CO_{2}\uparrow }}}

## Физические свойства
Ацетилацетонат рутения образует кроваво-красные кристаллы,
не растворимые в воде,
хорошо растворимые в органических растворителях.

## Применение
- Нанесение покрытия рутения на металлы, керамику и стекло.
- Для получения рутеноцена.